# Poyntzfield House

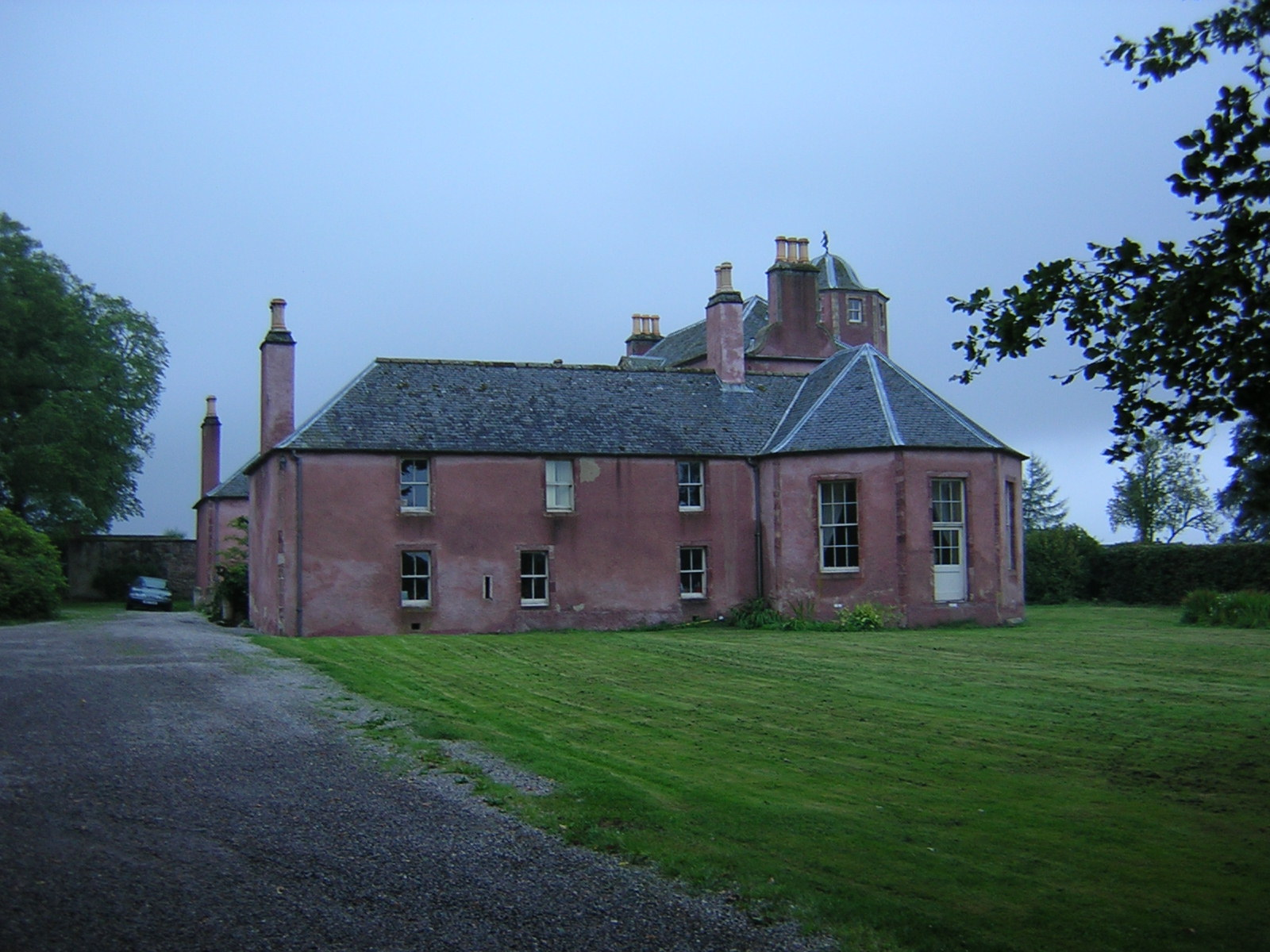
Poyntzfield House

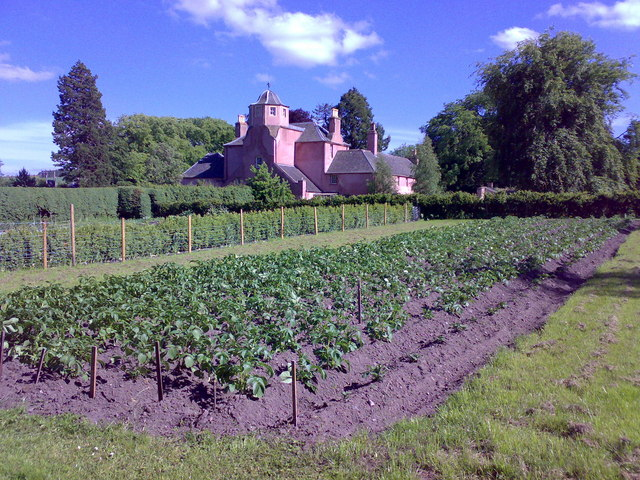
Blick aus dem Kräutergarten

Poyntzfield House, ehemals Ardoch, ist ein Herrenhaus nahe der schottischen Ortschaft Jemimaville auf der Halbinsel Black Isle in der Council Area Highland. 1971 wurde das Bauwerk in die schottischen Denkmallisten in der höchsten Denkmalkategorie A ausgenommen.

## Geschichte
Das Herrenhaus wurde im Jahre 1720 als Sitz des lokalen Lairds errichtet. Überlieferungen zufolge soll sich am Standort zuvor bereits ein bewehrtes Haus befunden haben. Zunächst unter dem Namen Ardoch war es Sitz der Gordons of Ardoch. 1757 wurde Ardoch auf drei Geschosse aufgestockt. Bis zum späten 18. Jahrhundert war es an den Clan Munro übergegangen. Seinen heutigen Namen erhielt das Herrenhaus einer Überlieferung zufolge, nachdem ein Familienmitglied eine geborene Poyntz ehelichte.

## Beschreibung
Poyntzfield House steht isoliert rund 1,5 Kilometer südwestlich von Jemimaville nahe dem Südufer des Cromarty Firth. Das zwei- bis dreigeschossige Herrenhaus gilt als typisches Beispiel für einen Lairdssitz an der schottischen Ostküste. Es weist einen U-förmigen Grundriss auf. Seine Fassaden sind mit Harl verputzt, wobei Einfassungen abgesetzt sind. Die südostexponierte Hauptfassade des dreigeschossigen Corps de Logis ist fünf Achsen weit. Eine der beiden Eingangstüren wurde zwischenzeitlich zu einem Fenster reduziert. Ein auf vier massiven Konsolen ruhender kleiner Dreiecksgiebel schließt die Fassade. Zu beiden Seiten flankieren zweigeschossige Flügel den Corps de Logis. Aus der rückwärtigen Fassade tritt leicht rechts des Zentrums ein oktogonaler Turm mit geschweifter Haube heraus. Der abgekantete Anbau an der Ostseite stammt aus dem späten 18. Jahrhundert. Sämtliche Dächer sind mit Schiefer eingedeckt.
Architektonisch bestehen auffällige Parallelen zu Foulis Castle, ebenfalls ein Herrenhaus des Clan Munro.